# تراور برچ
تراور برچ (انگلیسی: Trevor Birch؛ زادهٔ ۱۶ فوریهٔ ۱۹۵۸) بازیکن فوتبال اهل بریتانیا است.
از باشگاه‌هایی که در آن بازی کرده‌است می‌توان به باشگاه فوتبال شروزبری تاون، باشگاه فوتبال نورتویچ ویکتوریا، باشگاه فوتبال مارین، باشگاه فوتبال اسکلمرسال یونایتد، و باشگاه فوتبال لیورپول اشاره کرد.